# Hadi Saei Bonehkohal
Hadi Saei Bonehkohal (* 10. Juni 1976 in Teheran; persisch هادی ساعی بنه‌کهل) ist ein iranischer Taekwondo-Athlet und Teilnehmer an den Olympischen Sommerspielen 2000 in Sydney, 2004 in Athen und 2008 in Peking.
Nach dem Gewinn der Bronzemedaille 2000 in Sydney im Federgewicht wurde Saei 2004 erster Taekwondo-Olympiasieger Irans bei den Spielen von Athen. Es war die zweite olympische Goldmedaille für den Iran nach dem Sieg Hossein Rezazadehs im Gewichtheben. In Peking trat Hadi Saei im Weltergewicht an und errang erneut die Goldmedaille. Er ist somit der bislang erfolgreichste iranische Athlet bei den Olympischen Sommerspielen (2 Gold, 1 Bronze).
In der Gewichtsklasse bis 72 Kilogramm wurde er bereits 1999 in Edmonton (Kanada) Weltmeister und unterlag 2003 in Garmisch-Partenkirchen in einem sehr umstrittenen Endkampf gegen Korea und errang die Silbermedaille. Bei der Weltmeisterschaft in Madrid konnte er 2005 erneut Weltmeister werden. Weiterhin ist Hadi Saei vierfacher Weltcup-Sieger im Taekwondo. Ein ähnlich erfolgreicher Athlet ist der amerikanische Sportler Steven Lopez, der zweifache Olympiasieger 2000 in Sydney und 2004 in Athen.
Während der Weltmeisterschaft in Madrid, vom 13. bis 17. April 2005, wurde der mehrfache Weltmeister Saei zum Welt-Taekwondo-Sportler des Jahres 2005 gewählt und seitens des Weltverbandes WTF geehrt.
Als die Stadt Bam in seiner Heimat 2003 vom Erdbeben verwüstet wurde, versteigerte Saei seine gesamte Medaillensammlung, u. a. auch seine damalige Olympia-Bronzemedaille, um mit dem finanziellen Erlös die zahlreichen Opfer (mehrere 10.000 Familien) zu unterstützen.
Saei erhielt seine Ausbildung an der Physical Education Faculty in Teheran. In seiner Freizeit widmet er sich auch anderen Sportarten u. a. Reiten, Tennis und Fußball. Seine Taekwondo-Ausbildung fing er bereits mit sieben Jahren im Iran an, wobei sein Vater Saeed Mohaimen auch sein erster Coach war. Zur Jahrtausendwende erhielt er die nationale Auszeichnung „National Sportsman of the Year 1999/2000“ seines Landes.
Hadi Saei ist in Europa ein gern gesehener Gastreferent auf Taekwondo-Veranstaltungen. Mit seiner langjährigen Erfahrung ist er Trainer und Berater von zahlreichen Vereinen und nationalen Verbänden. Sein Hauptziel ist es, sein Wissen weiterzugeben und jungen Athleten auf ihren „Weg des Lebens“ (Do bzw. Tao) zu unterstützen.